# Beit Midrash Synagoge (Kalvarija)

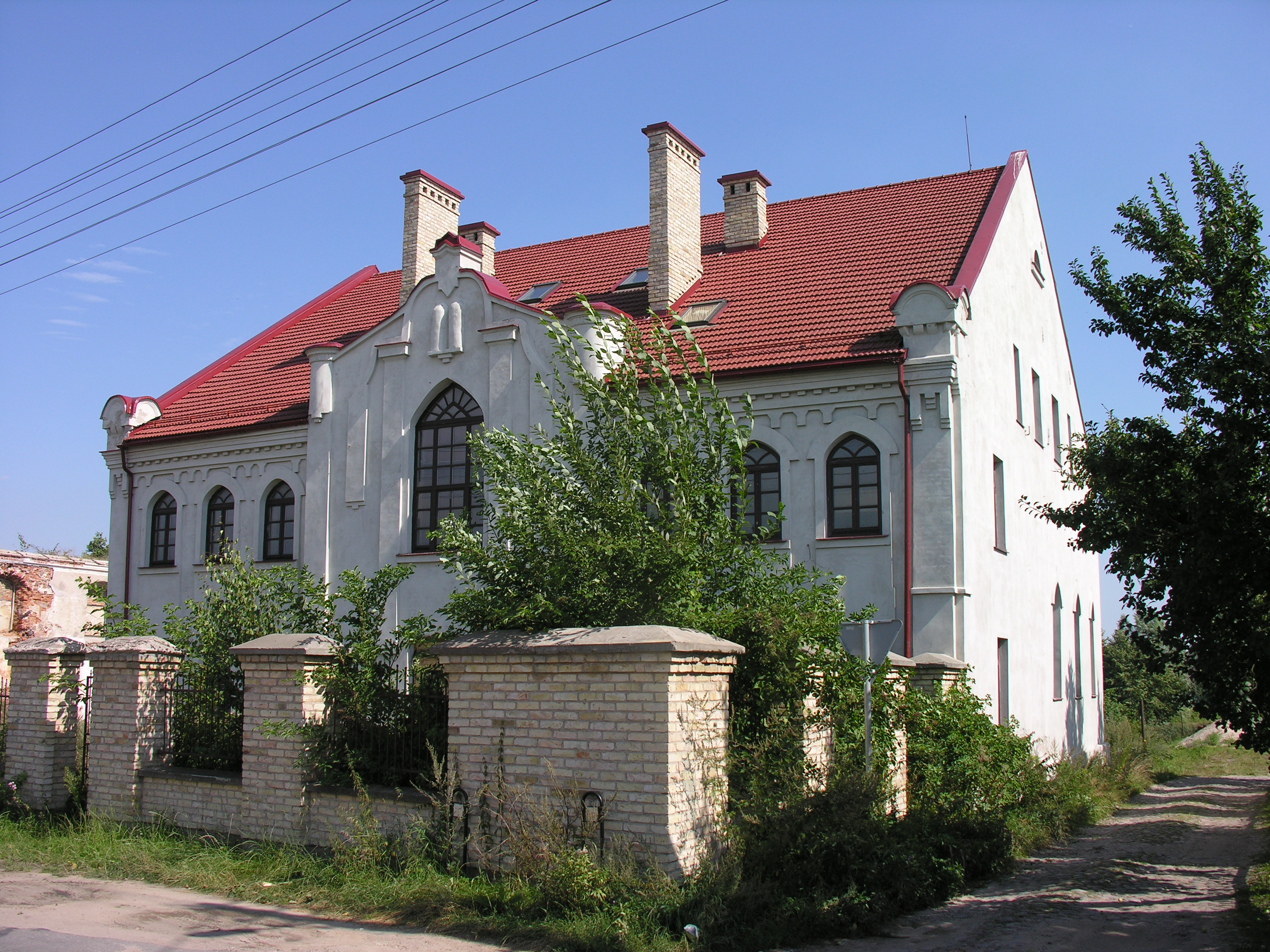
Beit Midrash Synagoge in Kalvarija

Die Beit Midrash Synagoge in Kalvarija, einer Stadt in der Rajongemeinde Kaunas in Litauen, wurde 1865 errichtet.
Die profanierte Synagoge wurde von 2001 bis 2007 umfassend renoviert.